# Het stenen hart
Het stenen hart is een hoorspel naar een verhaal van Wilhelm Hauff.
Het verhaal zelf dateert van 1828 en werd op 21 mei 1951 in hoorspelvorm door de Süddeutscher Rundfunk uitgezonden. In een bewerking van Louis Povel, onder regie van Léon Povel, met muziek van Ton de Leeuw, uitgevoerd door het Promenade Orkest o.l.v. Hugo de Groot zond de KRO het op dinsdag 17 november 1959 uit, met een herhaling op zaterdag 24 september 1960. Het hoorspel duurde 79 minuten.

## Rolbezetting
- Paul Deen (de verteller)
- Jan Borkus (Peter Munk)
- Jeanne Verstraete (zijn moeder)
- Rob Geraerds (Michiel, de Hollander)
- John Soer (het Glasmannetje)
- Jos van Turenhout (de houthakker)
- Nora Boerman (Liesbeth, zijn dochter)
- Louis de Bree, Alex Faassen jr., Han König, Tine Medema, Sylvain Poons, Frans Somers, Dick van ’t Sant, Fé Sciarone & Hans Veerman (dorpsgenoten, notabelen en arme lieden, houtvlotters en herbergbezoekers)

## Inhoud
Peter Munk, een arme kolenbrander, wil zijn armzalig, vies handwerk opgeven en ook eens het geld in zijn zak horen rinkelen. Hij is een zondagskind, tussen elf en één uur geboren, en roept met zijn versje het Glasmannetje op, de goede geest van het Zwarte Woud. Hij mag drie wensen doen. Dwaas als hij is, wenst hij nog mooier te kunnen dansen dan de Danskoning en nog meer geld te hebben dan Ezekiel. Hij vergeet echter om zich gezond verstand te wensen.
Zijn beide wensen gaan in vervulling, maar al vlug gaat het mis: zijn have en goed wordt openbaar geveild en hij verkoopt zijn ziel aan de boze geest van het Zwarte Woud, Michiel de Hollander. Hij zal rijkdommen bezitten – op voorwaarde dat hij zijn hart geeft en ruilt voor een hart van steen, een koud hart. Hij gaat op die voorwaarde in. Inhaligheid beheerst hem. Vreugde en smart en elk menselijk gevoel zijn hem van meet af aan vreemd. Omdat zijn vrouw op een dag aan een bedelaar – het Glasmannetje in vermomming – een slok wijn aanbiedt, slaat hij haar dood.
Nu komen gedachten over de dood in hem op en ‘s nachts maant zijn geweten hem. Nog één wens rest er hem en hij wenst zich zijn oude hart terug. Met list geraakt hij weer van Michiel de Hollander af. Groot is zijn droefenis als hij inziet hoezeer hij met zijn koude hart gezondigd heeft. Daar zijn berouw zo groot is, brengt het Glasmannetje zijn vrouw en de verstoten moeder terug. Zijn rijkdom verdwijnt, maar hij leidt weer een warm en gelukkig leven.